# 皮蒂韦赖地区茹伊
皮蒂韦赖地区茹伊（法語：Jouy-en-Pithiverais）是法国卢瓦雷省的一个市镇，属于皮蒂维耶区（Pithiviers）乌塔尔维尔县（Outarville）。该市镇总面积15.86平方公里，2009年时的人口为249人。

## 人口
皮蒂韦赖地区茹伊人口变化图示